# Tatort: Miese Tricks
Miese Tricks ist die 169. Folge der Fernsehreihe Tatort. Die vom Süddeutschen Rundfunk produzierte Folge wurde erstmals am 26. Mai 1985 im Ersten Programm der ARD ausgestrahlt. Für Kriminalhauptkommissar Eugen Lutz (Werner Schumacher) ist es der 15. und vorletzte Fall. Es geht um einen Bankraub und die Verwicklung der angeblichen Geisel in diesen.

## Handlung
Im Intercity von Hamburg nach Karlsruhe lernt Erich Wessel die Bilanzbuchhalterin Gerda Pommer kennen. Als sie kurz auf Toilette geht, liest er von ihrem Koffer ihre Karlsruher Adresse ab, lädt sie später im Zug zum Essen ein und bringt sie in Karlsruhe mit dem Taxi nach Hause, bevor er sich dezent von ihr verabschiedet. In der nächsten Zeit beobachtet Wessel Gerda und kann so ihren Tagesablauf rekonstruieren. Eines Abends steht er mit Blumen vor ihrer Tür und verbringt den Abend mit ihr. Als Gerda Pommer einige Zeit später eine Bankfiliale betritt, wird diese von einem maskierten Gangster überfallen, dieser nimmt sie als Geisel. Vor der Bank schießt der Täter einen jungen Mann nieder, der sich ihm in den Weg stellt. In ihrem Auto, mit dem er flüchtet, demaskiert er sich, es ist Erich Wessel. Er lässt sich von ihr zu einem Parkhaus fahren, dort lässt er sie frei und steigt in seinen eigenen Wagen um, mit dem er die Flucht fortsetzt. Gerda Pommer verständigt die Polizei.
Lutz, mit seinem Assistenten Wagner mit dem Fall betraut, befragt Pommer. Diese gibt Lutz nur eine vage Personenbeschreibung. Dass sie den Bankräuber erkannt hat, erzählt sie ihm nicht. Lutz wundert sich, dass der Gangster wusste, welches Auto sie hat, um darin zu flüchten, er vermutet, dass der Täter sie vor der Bank beobachtet hatte und sie gezielt als Geisel aussuchte. Wagner macht stutzig, dass Gerda die Polizei erst dreizehn Minuten nach ihrer Freilassung verständigt hat. Lutz hält das im Schockzustand allerdings für normal. Wagner findet kurz darauf heraus, dass Gerda Pommer kein Konto bei der Bank hatte, doch Lutz hält dies für unverdächtig.
Gerda Pommer wird kurz darauf in einem Restaurant von dem Kleingangster Friedel Grossmann angesprochen, der ihr Vertrauen gewinnt. Lutz‘ Mitarbeiter Sandhäuser, der Gerda im Auge behält, meldet diese Begegnung an Lutz. Wagner sieht darin den Beweis, dass Gerda eine Komplizin des Täters ist. Lutz geht von einem Zufall aus. Unterdessen kommen sich Gerda und Grossmann näher. Beobachtet von Sandhäuser bringt Grossmann Gerda nach Hause. Lutz und Wagner grübeln über Grossmanns Motiv, sich an Gerda heranzumachen. Grossmann ist als Heiratsschwindler mehrfach vorbestraft. Grossmann trifft sich abends mit Gerda und zeigt ihr eine angeblich vererbte chemische Formel, mit der Schnittblumen konserviert werden können und deutet an, dass er dafür Startkapital benötige. Sie ist begeistert von der Geschäftsidee und bringt ihre Ideen mit ein. Weil sie in Grossmanns Geschäft einsteigen will, kontaktiert Gerda Wessel und fordert ihren Anteil an dem Bankraub ein. obwohl die beiden eine Teilung der Beute erst zu einem späteren Zeitpunkt vereinbart hatten. Unter den Augen von Sandhäuser findet die Geldübergabe in der Straßenbahn statt. Dieser kann Wessel allerdings nicht beschreiben, so dass die Polizei nicht nach ihm fahnden kann.
Unter den Augen der Polizei fährt Gerda Pommer ins Spielcasino nach Bad Dürkheim. Sie spielt ein wenig, um die Herkunft des Geldes zu verschleiern. Anschließend will sie mit Grossmann eine Gesellschaft zur Vermarktung seiner Geschäftsidee gründen, sie verlangt dabei zwei Drittel der Geschäftsanteile für sich, Grossmann ist einverstanden. Als Gerda zusammen mit Grossmann bei der Bank das Geschäftskonto eröffnen will, wird sie von Lutz und Wagner verhaftet. Grossmann hingegen können die Beamten nichts nachweisen, da er vom Bankraub offensichtlich nichts wusste und die Indizien für einen weiteren von ihm geplanten Heiratsschwindel nicht ausreichen. Lutz und Wagner halten Gerda vor, dass sie aufgrund der Observation nachvollziehen konnten, dass sie im Spielcasino nicht wirklich gespielt, sondern ihre Jetons stets so gesetzt hatte, dass sie exakt ihren Einsatz zurückbekam. Gerda möchte die Identität ihres Komplizen nicht preisgeben, da sie es ihm hoch anrechnet, dass er ihr den vereinbarten Anteil ausbezahlt hat, anstatt mit der Beute allein zu verschwinden. Lutz eröffnet der überraschten Gerda, dass ihr Komplize ihr keineswegs ein Viertel der Beute an sie ausgezahlt habe, wie es die beiden vereinbart hatten, sondern ihr lediglich zehn Prozent zukommen ließ. Der Presse sei bewusst ein niedrigerer Beutebetrag genannt worden, um keine Nachahmer zu animieren. Die enttäuschte Gerda nennt den Namen ihres Komplizen nicht, sondern verspricht den Beamten, sie zu ihm zu führen, weil sie bei der Verhaftung dabei sein möchte. Sie bringt die Beamten zur Wohnung von Erich Wessel. Bei einem Fluchtversuch schießt Wessel einen Beamten nieder, bevor er angeschossen werden kann. Lebensgefährlich verletzt versichert er Gerda, dass er sie nicht betrogen habe. Lutz gibt daraufhin zu, sie ausgetrickst und ihr die falsche Höhe der Beute genannt zu haben, um von ihr die Identität ihres Komplizen zu erfahren.

## Einschaltquote und Hintergrund
Bei der Erstausstrahlung konnte diese Folge 12,95 Mio. Zuschauer binden, was einem Marktanteil von 37 % entsprach. Die Folge wurde in Karlsruhe, Stuttgart und Bad Dürkheim zwischen dem 12. März und dem 13. April 1984 gedreht.

## Kritik
Die Kritiker der Fernsehzeitschrift TV Spielfilm beurteilen diesen Tatort positiv und kommentieren: „Krimi mit subtiler Täter-Opfer-Thematik“.